# Hassagers Kollegium
Hassagers Kollegium (tidligere Hassagers Collegium ) er et mindre kollegium på Frederiksberg Bredegade på Frederiksberg, lige nord for Frederiksberg Have.
Det har 10 enkeltværelser på 12 kvadratmeter, der alene kan lejes af studerende på Københavns Universitet, som har bestået de to første studieår. Gennem årene har der boet omkring 340 studerende på kollegiet.
Kollegiet blev grundlagt af Dorothea Hassager til minde om hendes afdøde mand, præsten Carl Hassager. Det blev opført efter tegninger af arkitekt Andreas Fussing på Fru Hassagers grund på Frederiksberg Bredegade 13 på Frederiksberg, og det blev indviet 25. september 1900. 
Kollegiet har en efor (Ephorus Collegii), der som modydelse for administrative pligter som at optage nye studerende og varetage kollegiets økonomi bor gratis i det nærliggende hus, som Dorthea Hassager beboede. Den nuværende efor er Jesper Langergaard, direktør, Danske Universiteter. 
Efter 2. verdenskrig blev Hassagers Kollegium integreret med det nybyggede 4. Maj Kollegiet på Frederiksberg. Den nye kollegiebygning er tegnet af Hans Hansen og stod opført i 1951. Det gamle Hassagers Collegium blev efterfølgende revet ned.
Den nye bygning er datidens bud på fremtidens kollegier, hvor fokus lægges på fælles opholdsrum, fælles altaner og fællesskabet omkring gangkøkkenerne. Derudover har den nye bygning også den gammelkendte institutionsorganisering af kollegielivet med stort køkken og gratis måltider. Storkøkkenet blev dog understøttet af, at kollegiet skulle fungere som hotel om sommeren, for på den måde at nedsætte beboernes betaling. Storkøkkenet bliver dog i dag kun brugt til store fester og der er ikke gratis mad for alumnerne mere. 
Hassagers Kollegium deler i dag bygning og efor med det nye kollegium. De særlige traditioner bag Hassagers Kollegium fortsætter, og der er separate optagelseskriterier for de to kollegier (4. maj Kollegiet er for efterkommere af danske modstandsfolk). 
Eforboligen er den oprindelige, opført i 1806, fredet i 1973 og adskilt fra kollegiet af en hæk. Villaen og grunden blev oprindeligt købt af ægteparret Hassager og var tiltænkt som pensionsistbolig for parret. Carl Hassager døde i 1875 og kom aldrig til at bo der, Dorthea Hassager boede der alene i over 20 år til sin død i 1897. Boligen er inddelt i 2 lejligheder: stueetagen bebos af kollegiebetjenten (der varetager viceværtsfunktioner), mens 1. og 2. sal bebos af eforen. Det samlede boligareal er 434 kvm. Selvom eforboligen har Hassagers Collegium stående på facaden med store bogstaver, og den står opført som Hassagers Kollegium hos Kulturarvsstyrelsen, så er den aldrig blevet benyttet som kollegiebolig.